# 히가시카쓰라촌
히가시카쓰라촌(東桂村)은 야마나시현 미나미쓰루군에 있던 촌이다. 현재의 쓰루시 남서부에 해당한다.

## 역사
- 1893년 6월 3일 - 가쓰라촌에서 분립해 오아자 4개의 구역으로 성립하였다.
- 1954년 4월 29일 - 야무라정, 가세이촌, 다카라촌, 모리사토촌과 합병해 쓰루시가 성립하여, 동일 히가시카쓰라촌은 폐지되었다.

## 교통

### 철도
- 후지산로쿠 전기철도
  - 오쓰키선

### 도로
- 국도 제139호선

현재는 구촌에 주오자동차도가 지나가지만, 당시엔 미개통

## 참고문헌
- 角川日本地名大辞典 19 山梨県